# 박영신 (배우)
박영신(朴永信)은 일제강점기의 배우이다.

## 생애
일제강점기에 연극 배우로 활동했다. 1939년 극단 아랑에 참여하여 차홍녀, 문정복 등과 함께 많은 인기를 끌었다.
태평양 전쟁 기간 중 조선총독부가 후원한 연극경연대회에 참가하였다. 1943년 열린 제2회 대회에서 박영호 극본 안영일 연출의 〈물새〉에 출연하여 역시 이 연극에 출연한 황철과 함께 연기상을 받았다. 2008년 민족문제연구소에서 친일인명사전에 수록하기 위해 정리한 친일인명사전 수록예정자 명단에 선정되었다. 박영신은 연극 분야에 선정된 인물 가운데서는 유일한 여성이다.
광복 후 좌익 계열에서 활동하다가 1947년 경에 월북했다. 1949년 황철 등과 함께 공로메달을 수여 받았고, 1952년에는 공훈배우의 칭호를 받았다. 조선문학예술총동맹 중앙위원과 최고인민회의 대의원을 거쳐 조국평화통일위원회 중앙위원, 조선민주주의인민공화국 내각의 문화상까지 역임 하는 등 문예행정 분야에서 핵심 관료로 일했다.
1965년에는 대한민국에 '북남공동 영화제작 및 연극경연대회’를 공식 제안한 바 있다. 한설야 몰락 이후에 장관급인 문화상에 임명되는 등 남한 출신 문화예술인들이 대거 비판받는 와중에서도 살아남았으나, 이후 숙청되었다는 소문도 있다.